# Fly (Nicki Minaj)
Fly è un brano musicale della rapper trinidadiana Nicki Minaj, estratto come settimo singolo dal suo album di debutto, Pink Friday. Il brano è stato scritto da Kevin Hissink, W. Jordan, Onika Maraj, Jonathan Rotem e Clemm Rishad e prodotto da J.R. Rotem. Inoltre, Rihanna canta il ritornello. È stato pubblicato l'11 settembre 2011 nel Regno Unito, mentre è stato inviato alle radio statunitensi il 30 agosto dello stesso anno.

## Descrizione e pubblicazione
Il brano racchiude le voci di Nicki Minaj e Rihanna. La canzone è stata prodotta da J.R. Rotem, il quale ha inoltre lavorato con Britney Spears, Rick Ross e Leona Lewis. In un'intervista a MTV News Nicki Minaj ha detto: "Fly è una delle mie canzoni più belle in assoluto. Volevo lavorare con Rihanna per lungo tempo. Questa canzone esprime la potenza femminile. In questa canzone si parla di volare in alto contro ogni singola avversità che si presenta nella tua strada. Parlo di come i media hanno cercato di screditarmi e di come tutto ciò mi abbia fatto sentire soffocata. Dopo anni di porte in faccia, ho trovato il coraggio per ridefinire me stessa. Credo di rappresentare un'intera generazione in questa canzone.

## Video musicale
Il videoclip della canzone è stato girato il 7 gennaio e diretto da Sanaa Hamri.Nicki Minaj e Rihanna hanno condiviso dietro le quinte scattandosi alcune foto pubblicate su Twitter, dove Rihanna sfoggiava i suoi capelli rossi piastrati e Minaj indossava una riccia parrucca nera e un vestito rosa spinato. In un'intervista con E! Online , Minaj ha parlato brevemente del video affermando: "Stiamo andando a salvare il mondo in più di un modo con il video e questo è tutto quello che posso dire su questo." In un'intervista con la BBC Radio 's Tim Westwood , Minaj ha parlato molto bene del video, affermando "Il video è fatto. Il Fly video è pronto a decollare!" Fly è il secondo dei tre video promozionali di Nicki, dopo quelli di Save Me e Girls Fall Like Dominoes. Dopo un'anteprima agli MTV Video Music Awards, il video di Fly è stato pubblicato sul canale VEVO di Nicki Minaj il 28 agosto 2011.
Il video ha inizio con l'arrivo di Nicki Minaj a bordo di un'automobile in uno scenario devastato e fumante. Scesa dall'auto, percorre le macerie, pare, dell'area d'atterraggio di un aeroporto. Rihanna con una folta capigliatura rossa, la raggiunge a un certo punto affiancandola nel cammino e alternandosi a lei nel canto. Sull'ambiente cala il buio della notte e Nicki Minaj indossando un costume bianco veste il ruolo di un'eroina che difende l'umanità. La donna stende due uomini in abiti da ninja che l'hanno assalita e li finisce con caute mosse di arti marziali.

## Classifiche
| Classifica (2011) | Posizione massima |
| ----------------- | ----------------- |
| Australia         | 18                |
| Belgio (Fiandre)  | 74                |
| Canada            | 55                |
| Irlanda           | 14                |
| Nuova Zelanda     | 13                |
| Regno Unito       | 16                |
| Slovacchia        | 94                |
| Stati Uniti       | 19                |
| Stati Uniti (Pop) | 16                |